# (38728) 2000 QJ133
2000 QJ133 (asteroide 38728) é um asteroide da cintura principal. Possui uma excentricidade de 0.12137780 e uma inclinação de 3.92397º.
Este asteroide foi descoberto no dia 26 de agosto de 2000 por LINEAR em Socorro.